# Ivinho ao vivo - Montreux International Jazz Festival
Ivinho ao vivo - Montreux International Jazz Festival, também conhecido simplesmente por Ivinho ao vivo em Montreux, é o primeiro e único álbum do guitarrista brasileiro Ivson Wanderley, mais conhecido por Ivinho. Trata-se de um disco histórico, uma vez que esta foi a primeira apresentação solo de um músico brasileiro neste tradicional festival.
O álbum foi gravado ao vivo em 14 de julho de 1978 durante a apresentação do músico no 12º Festival Internacional de Jazz de Montreux. Foi lançado com o selo WEA em LP no mesmo ano da apresentação (1978), e nunca foi relançado/remasterizado em CD. As faixas foram criadas na hora, ou seja, no improviso. Só receberam títulos quando precisaram ser registradas para o disco.
Para tocar as músicas, Ivson Wanderley utiliza-se de um Violão de 12 cordas com um buraco, que pode ser percebido inclusive na capa do disco. Sobre este buraco em seu violão, Ivinho conta que ele foi causado durante uma discussão nas gravações da música “Anjo de Fogo” de Alceu Valença.

## Faixas
Todas as faixas são instrumentais e de autoria de Ivson Wanderley.
| Lado A |                   |         |  |
| N.º    | Título            | Duração |  |
| 1.     | "Teimosia"        | 3:55    |  |
| 2.     | "Clarão Vermelho" | 2:30    |  |
| 3.     | "Meditação"       | 11:50   |  |
| 4.     | "Frevo Único"     | 1:30    |  |

| Lado B         |                     |         |  |
| N.º            | Título              | Duração |  |
| 5.             | "Partida Dos Lobos" | 23:40   |  |
| Duração total: | Duração total:      | 43:25   |  |

## Créditos
- Ivson Wanderley - Violão de 12 cordas
- Djalma Correa: percussão
- David Richards: Gravação